# East Liverpool
East Liverpool és una ciutat dels Estats Units a l'estat d'Ohio. Segons el cens del 2000 tenia 13.089 habitants.

## Demografia
Segons el cens del 2000, East Liverpool tenia 13.089 habitants, 5.261 habitatges, i 3.424 famílies. La densitat de població era de 1.161,8 habitants/km².
Dels 5.261 habitatges en un 32,9% hi vivien nens de menys de 18 anys, en un 43,5% hi vivien parelles casades, en un 16,6% dones solteres, i en un 34,9% no eren unitats familiars. En el 30,3% dels habitatges hi vivien persones soles el 13,5% de les quals corresponia a persones de 65 anys o més que vivien soles. El nombre mitjà de persones vivint en cada habitatge era de 2,44 i el nombre mitjà de persones que vivien en cada família era de 3,01.
Per edats la població es repartia de la següent manera: un 27,1% tenia menys de 18 anys, un 8,8% entre 18 i 24, un 27,3% entre 25 i 44, un 20,8% de 45 a 60 i un 16% 65 anys o més.
L'edat mediana era de 36 anys. Per cada 100 dones de 18 o més anys hi havia 81,8 homes.
La renda mediana per habitatge era de 23.138 $ i la renda mediana per família de 27.500 $. Els homes tenien una renda mediana de 27.346 $ mentre que les dones 18.990 $. La renda per capita de la població era de 12.656 $. Aproximadament el 21,5% de les famílies i el 25,2% de la població estaven per davall del llindar de pobresa.

## Poblacions properes
El següent diagrama mostra les poblacions més properes.